# Sandro Iasjvili
Inte att förväxla med Aleksandre Iasjvili.
Sandro Iasjvili (georgiska: სანდრო იაშვილი), född 3 januari 1985, är en georgisk fotbollsspelare som för närvarande spelar för den georgiska klubben Tjichura Satjchere, dit han flyttade från FK Anzji Machatjkala 2012. Han är bror till Giga Iasjvili, som också är en fotbollsspelare.